# Fort Campbell (Stany Zjednoczone)
Fort Campbell – baza wojskowa w USA, położona między Hopkinsville w stanie Kentucky a Clarksville w stanie Tennessee, siedziba 101 Dywizji Powietrznodesantowej.